# Heinkel P.1078
Das Projekt Heinkel P.1078  entstand im Rahmen einer Ausschreibung des OKL von 1944 für einen einsitzigen Tagjäger mit  Heinkel-HeS-011-Strahltriebwerk, vier MK-108-Maschinenkanonen sowie einer geforderten Höchstgeschwindigkeit von 1000 km/h. 
Die Grundversion P.1078 A war als konventionelles Flugzeug mit gepfeilten Tragflächen geplant. Wie fast alle Entwürfe dieser Zeit besaß auch dieser eine Druckkabine mit Schleudersitz und ein optionales Such-Radar in der Bugnase.
Daneben wurde eine P.1078 B mit einem völlig geänderten Aufbau entwickelt. So wurde dieser Entwurf als schwanzloses Flugzeug mit einem doppelten Rumpfbug gestaltet. Der Lufteinlauf befand sich dazwischen.
Beide Varianten unterlagen im Vergleich den anderen Entwürfen. Die Ausschreibung gewann die Junkers EF 128.

## Technische Daten

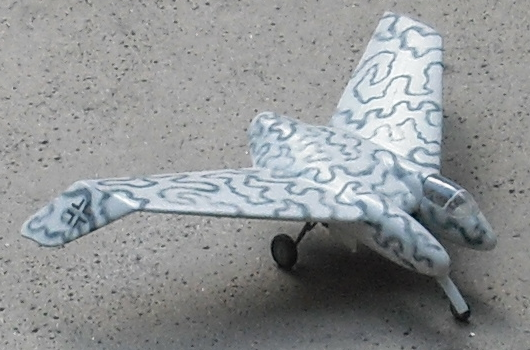
Modell der Ausführung P.1078 B

Folgende Daten wurden projektiert bzw. errechnet:
| Kenngröße                        | Daten (P 1078)                                                                              | Daten (P 1078 A)                                                                                 | Daten (P 1078 B)                                                                                 |
| -------------------------------- | ------------------------------------------------------------------------------------------- | ------------------------------------------------------------------------------------------------ | ------------------------------------------------------------------------------------------------ |
| Besatzung                        | 1                                                                                           | 1                                                                                                | 1                                                                                                |
| Spannweite                       | 9,0 m                                                                                       | 8,8 m                                                                                            | 9,4 m                                                                                            |
| Länge                            | 6,10 m                                                                                      |                                                                                                  |                                                                                                  |
| Höhe                             | 2,35 m                                                                                      |                                                                                                  |                                                                                                  |
| Flügelfläche                     | 17,8 m²                                                                                     | 16,85 m²                                                                                         | 20,3 m²                                                                                          |
| Flügelstreckung                  | 4,55                                                                                        | 4,6                                                                                              | 4,35                                                                                             |
| Rüstmasse                        | 2.454 kg                                                                                    |                                                                                                  |                                                                                                  |
| Startmasse                       | 3.920 kg                                                                                    | 4.050 kg                                                                                         | 3.900 kg                                                                                         |
| Antrieb                          | ein Strahltriebwerk Heinkel HeS 011                                                         | ein Strahltriebwerk Heinkel HeS 011                                                              | ein Strahltriebwerk Heinkel HeS 011                                                              |
| Leistung                         | 1.300 kp Standschub 1.035 kp in Bodennähe bei 900 km/h 445 kp in 11.000 m Höhe bei 900 km/h | 1.300 kp Standschub 1.035 kp in Bodennähe bei 900 km/h 445 kp in 11.000 m Höhe bei 900 km/h      | 1.300 kp Standschub 1.035 kp in Bodennähe bei 900 km/h 445 kp in 11.000 m Höhe bei 900 km/h      |
| Kraftstoffvolumen                | 1.200 kg                                                                                    | 1.200 kg                                                                                         | 1.200 kg                                                                                         |
| Höchstgeschwindigkeit            | 1.025 km/h in Bodennähe 1.050 km/h in 7.000 m Höhe                                          | 980 km/h in Bodennähe 955 km/h in 6.000 m Höhe 890 km/h in 11.000 m Höhe                         | 1.025 km/h in Bodennähe 975 km/h in 6.000 m Höhe 910 km/h in 11.000 m Höhe                       |
| Landegeschwindigkeit             | 182 km/h                                                                                    | 160 km/h                                                                                         | 155 km/h                                                                                         |
| Steiggeschwindigkeit             | 29,8 m/s in Bodennähe                                                                       | 26,3 m/s in Bodennähe 16,8 m/s in 6.000 m Höhe 6,7 m/s in 11.000 m Höhe                          | 29,8 m/s in Bodennähe 19,8 m/s in 6.000 m Höhe 9,5 m/s in 11.000 m Höhe                          |
| Steigzeit                        |                                                                                             | 5,8 min auf 6.000 m Höhe 16,1 min auf 11.000 m Höhe                                              | 4,9 min auf 6.000 m Höhe 12,6 min auf 11.000 m Höhe                                              |
| Flugstrecke /-dauer              |                                                                                             | 580 km in 0,6 h in Bodennähe 930 km in 1,0 h in 6.000 m Höhe 1.500 km in 1,75 h in 11.000 m Höhe | 580 km in 0,6 h in Bodennähe 930 km in 1,0 h in 6.000 m Höhe 1.550 km in 1,75 h in 11.000 m Höhe |
| Dienstgipfelhöhe (1 m/s Steigen) |                                                                                             | 12.900 m                                                                                         | 13.700 m                                                                                         |
| Startrollstrecke                 | 700 m                                                                                       | 790 m 390 m mit 1.000-kp-Starthilfsraketen                                                       | 730 m 360 m mit 1.000-kp-Starthilfsraketen                                                       |
| Landerollstrecke                 | 640 m                                                                                       |                                                                                                  |                                                                                                  |